# Badminton Horse Trials

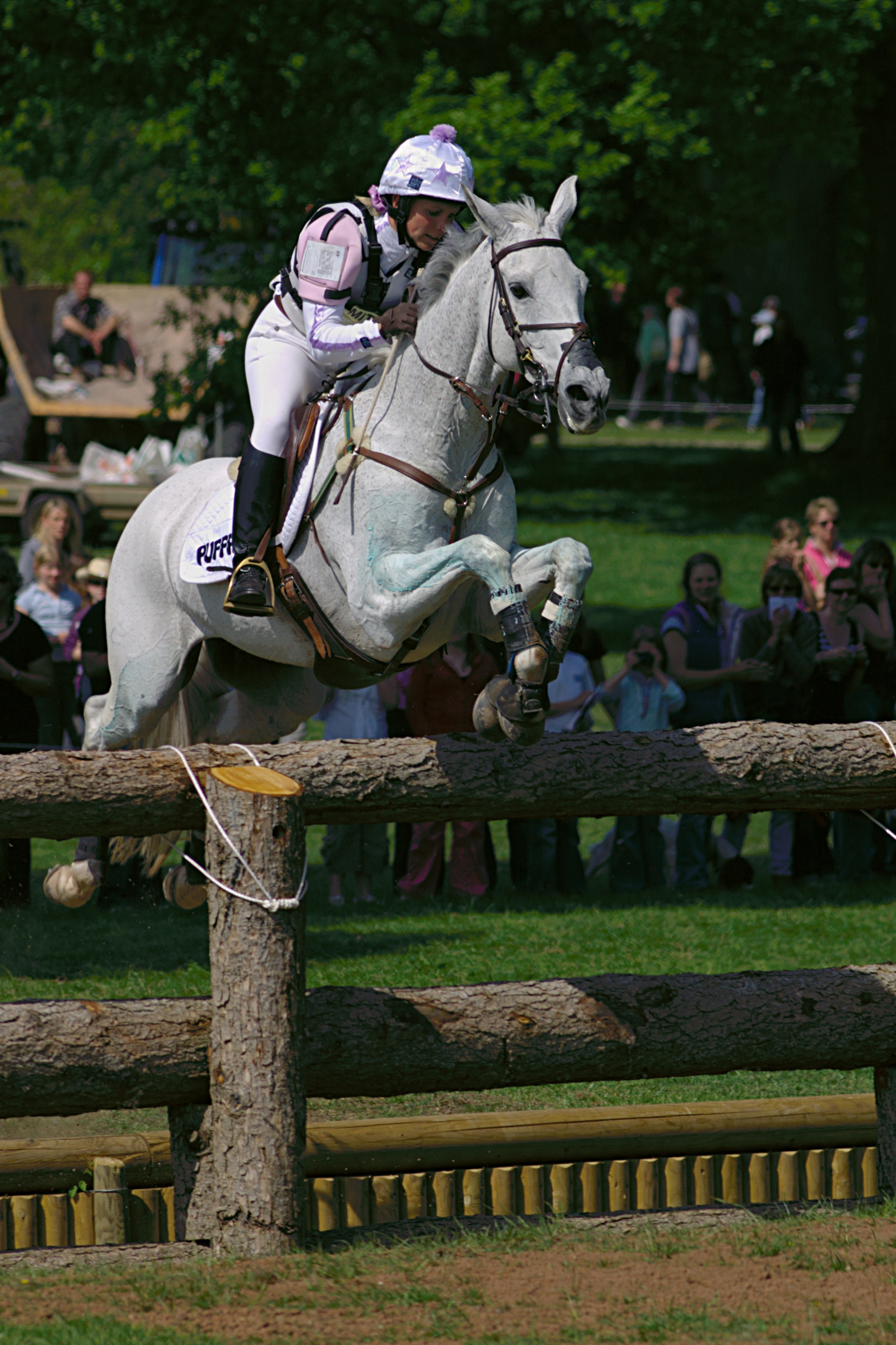
Gemma Tattersall auf Jesters Quest (Geländeritt der Austragung 2007)

Die Badminton Horse Trials sind ein jährlich stattfindender, dreitägiger Wettbewerb im Vielseitigkeitsreiten. Sie werden beim Badminton House ausgetragen, dem Landsitz der Dukes of Beaufort bei Chipping Sodbury in der englischen Grafschaft Gloucestershire.
Der Wettbewerb wird vom Weltreitverband FEI zu den weltweit sechs wichtigsten Anlässen in der Kategorie CCI**** gerechnet (die anderen sind die Burghley Horse Trials, der Rolex Kentucky Three Day, der Australian International Three Day Event, die Luhmühlener Vielseitigkeit und die Étoiles de Pau). Die drei traditionsreichsten Wettbewerbe dieser Kategorie (Badminton, Burghley, Kentucky) werden zusammen als „Grand Slam des Vielseitigkeitsreitens“ bezeichnet. Aus den Ergebnissen der fünf CCI****-Events auf der Nordhalbkugel ergibt sich zudem seit dem Jahr 2008 eine von der FEI geschaffene Gesamtwertung (HSBC FEI Classics™); die fünf bestplatzierten dieser Rangliste erhalten ein Preisgeld von insgesamt 333.000 US-$.
Beim Geländeritt sind jeweils bis zu einer Viertelmillion Besucher anwesend, womit die Badminton Horse Trials die meistbesuchte kostenpflichtige Sportveranstaltung Großbritanniens sind.
Die Badminton Horse Trials wurden erstmals 1949 von Henry Somerset, 10. Duke of Beaufort organisiert. Nach dem Wettbewerb bei den Olympischen Sommerspielen 1948 in London war dies erst die zweite dreitägige Vielseitigkeitsveranstaltung des Landes. Die Austragung von 1953 zählte als Europameisterschaft. Auf Wunsch von Königin Elisabeth II. wurde die Austragung 1955 nach Windsor verlegt, 1956 folgte die erste Übertragung im Fernsehen. Mehrmals mussten die Badminton Horse Trials abgesagt werden; 1966, 1975, 1987 und 2012 wegen Schlechtwetter, 2001 wegen der Maul- und Klauenseuche, 2020 und 2021 aufgrund der COVID-19-Pandemie. Von 1992 bis 2019 war Mitsubishi Motors der Hauptsponsor.

## Siegerliste
(In Klammern sind jeweils die Pferde angegeben)
| - 1949: John Shedden (Golden Willow) - 1950: Tony Collins (Remus) - 1951: Hans Schwarzenbach (Vae Victis) - 1952: Mark Darley (Emily Little) - 1953: Laurence Rook (Starlight) - 1954: Margaret Hough (Bambi V) - 1955: Frank Weldon (Kilbarry) - 1956: Frank Weldon (Kilbarry) - 1957: Sheila Willcox (High and Mighty) - 1958: Sheila Willcox (High and Mighty) - 1959: Sheila Willcox (Arts and Graces) - 1960: Bill Roycroft (Our Solo) - 1961: Lawrence Morgan (Salad Days) - 1962: Anneli Drummond-Hay (Merely-a-Monarch) - 1963: wegen Schlechtwetter nur 1-Tages-Veranstaltung - 1964: James Templer (M'Lord Connolly) - 1965: Eddie Boylan (Durlas Eile) - 1966: wegen Schlechtwetter abgesagt - 1967: Celia Ross-Taylor (Jonathan) - 1968: Jane Holderness-Roddam (Our Nobby) - 1969: Richard Walker (Pasha) - 1970: Richard Meade (The Poacher) - 1971: Mark Phillips (Great Ovation) - 1972: Mark Phillips (Great Ovation) - 1973: Lucinda Prior-Palmer (Be Fair) - 1974: Mark Phillips (Columbus) - 1975: wegen Schlechtwetter abgesagt - 1976: Lucinda Prior-Palmer (Wide Awake) - 1977: Lucinda Prior-Palmer (George) - 1978: Jane Holderness-Roddam (Warrior) - 1979: Lucinda Prior-Palmer (Killaire) - 1980: Mark Todd (Southern Comfort III) - 1981: Mark Phillips (Lincoln) - 1982: Richard Meade (Speculator III) - 1983: Lucinda Green (Regal Realm) - 1984: Lucinda Green (Beagle Bay) - 1985: Virginia Holgate-Leng (Priceless) - 1986: Ian Stark (Sir Wattie) - 1987: wegen Schlechtwetter abgesagt - 1988: Ian Stark (Sir Wattie) | - 1989: Virginia Holgate-Leng (Master Craftsman) - 1990: Nicola McIrvine (Middle Road) - 1991: Rodney Powell (Irishman II) - 1992: Mary King (King William) - 1993: Virginia Elliott (Welton Houdini) - 1994: Mark Todd (Horton Point) - 1995: Bruce Davidson (Eagle Lion) - 1996: Mark Todd (Bertie Blunt) - 1997: David O’Connor (Custom Made) - 1998: Christopher Bartle (Word Perfect II) - 1999: Ian Stark (Jaybee) - 2000: Mary King (Star Appeal) - 2001: wegen Maul- und Klauenseuche abgesagt - 2002: Philippa Funnell (Supreme Rock) - 2003: Philippa Funnell (Supreme Rock) - 2004: William Fox-Pitt (Tamarillo) - 2005: Philippa Funnell (Primmore's Pride) - 2006: Andrew Hoy (Moonfleet) - 2007: Lucinda Fredericks (Headley Britannia) - 2008: Nicolas Touzaint (Hildago de l'Île) - 2009: Oliver Townend (Flint Curtis) - 2010: Paul Tapner (Inonothing) - 2011: Mark Todd (Land Vision) - 2012: wegen Schlechtwetter abgesagt - 2013: Jonathan Paget (Clifton Promise) - 2014: Sam Griffiths (Paulank Brockagh) - 2015: William Fox-Pitt (Chilli Morning) - 2016: Michael Jung (Sam) - 2017: Andrew Nicholson (Nereo) - 2018: Jonelle Price (Classic Moet) - 2019: Piggy French (Vanir Kamira) - 2020 und 2021: Vorsorglich aufgrund der COVID-19-Pandemie abgesagt - 2022: Laura Collett (London) - 2023 Rosalind Canter (Lordships Graffalo) - 2024 Caroline Powell (Greenacres Special Cavalier) |